# Alexandra Robbins
Alexandra Robbins (23 de mayo de 1976) es una periodista investigadora, profesora y escritora. Sus libros se centran en los adultos jóvenes, la educación y la moderna vida universitaria y de aspectos que a menudo se pasan por alto o ignoran los administradores . Tres de sus cinco libros han sido Best-Seller del New York Times.

## Biografía
Se graduó en la Walt Whitman High School en 1994, con perfil sobresaliente y summa cum laude de la Universidad de Yale en 1998.  Fue editor en jefe de su periódico de la escuela secundaria, el Blanco y Negro (Black & White).
También ha escrito para una variedad de publicaciones, incluyendo The New Yorker, The Atlantic Monthly, The Washington Post, USA Today, Cosmopolitan, y Salon.com.
Robbins ha aparecido en los medios de comunicación, tales como La Mujer Smart Survival Guide, The O'Reilly Factor, 60 minutos, el Oprah Winfrey Show, The Today Show, Paula Zahn Now, The View, The Colbert Report, y Anderson Cooper 360 °, y las redes de TV , incluida la CNN, NPR, la BBC, MSNBC, CNBC, C-SPAN, y el History Channel.

## Archivos estudiantiles de Bush
Junto con la autora Jane Mayer, ella generó la historia sobre los grados y evaluaciones de la Universidad del presidente Bush en el The New Yorker. El artículo llamó la atención de los reporteros de los medios. Ella no ha hecho sus resultados conocidos públicamente. Robbins era miembro de Scroll and Key, una de las sociedades secretas de Yale más famosas, y ha escrito un libro revelador, "Secretos de la Tumba", una historia amena de las sociedades en Yale, a partir de Skull and Bones. La entrega del libro de 2002 fue oportuna, dada la membresía de George W. Bush y George H. W. Bush en los Bones y, a continuación, John Kerry, era el candidato presidencial del Partido Demócrata en 2004, también era miembro.
Robbins fue una invitada en el programa satírico The Colbert Report el 9 de agosto, durante el cual impugnó las reclamaciones Colbert Robbins hace acerca de The Overachievers, citando una serie de observaciones acerca de la "propia experiencia" de Robbins.

## Obra
- Robbins, Alexandra. The Overachievers: The Secret Lives of Driven Kids. Hyperion Press. New York. ISBN 1-4013-0201-7
- Robbins, Alexandra Pledged: The Secret Life of Sororities  Hyperion Press. New York, 2004. ISBN 1-4013-0046-4
- Robbins, Alexandra Conquering Your Quarterlife Crisis: Advice from Twentysomethings who Have Been There and Survived. Perigee Book. New York, 2004. ISBN 0-399-53038-X
- Robbins, Alexandra Secrets of the Tomb: Skull and Bones, the Ivy League, and the Hidden Paths of Power. Little, Brown. Boston, 2002. ISBN 0-316-72091-7
- Robbins, Alexandra Abby Wilner Quarterlife Crisis: The Unique Challenges of Life in Your Twenties. J.P. Tarcher/Penguin Putnam. New York, 2001. ISBN 1-58542-106-5